# An Nguyên Vương
An Nguyên Vương (mất 545, trị vì 531–545) là quốc vương thứ 23 của Cao Câu Ly. Ông là đệ của An Tạng Vương, và được cho là cao lớn và sáng suốt.
Khi An Tạng Vương qua đời mà không có người nỗi dõi vào năm 531, Lương Vũ Đế đã phong cho ông làm quốc vương. Vào tháng trị vì thứ ba của ông, hoàng đế Ngụy đã gửi chiếu trỉ phong ông làm sứ trì tiết, tán kị thường thị, lĩnh hộ Đông Di giáo úy, Liêu Đông quận khai quốc công và Cao Câu Ly Vương, cho ông lễ phục, đồ trang sức, xe ngựa và bản vị liên quan.
Hai vương quốc khác trong Tam Quốc Triều Tiên là Bách Tế và Tân La, đã hình thành liên minh đối đáp lại mối đe dọa của Cao Câu Ly, dẫn đến một nền hòa bình tương đối cân bằng. Trong cuộc xung đột duy nhất dưới thời trị vì của An Nguyên Vương, tháng 9 âm lịch năm 540, Bách Tế đã bao vây thành Ngưu Sơn (Usan), song An Nguyên Vương đã cử 5.000 kị binh đến và đẩy lui những kẻ tấn công.
Cao Câu Ly phải hứng chịu nhiều thảm họa thiên nhiên trong suốt thời gian trị vì của An Nguyên Vương như lũ lụt, động đất, giông bão, mộ bênh dịch nghiêm trọng, hạn hán gay gắt và nạn châu chấu.
Đệ nhát phu nhân của An Nguyên Vương không sinh được con trai. Vào năm trị vì thứ ba, ông phong người con cả giữa ông và phu nhân thứ hai làm thế tử, tức Dương Nguyên Vương sau này. Tuy nhiên, vào năm cuối An Nguyên Vương trị vì, có một cuộc đấu tranh quyền lực giữa hai vị phu nhân thứ 2 và thứ ba của ông do cả hai đều muốn con trai mình làm thái tử.
Tầng lớp quý tộc chia làm hai phe, dẫn đến các cuộc chiến bạo lực và nhà vuia dường như đã bị giết chết trong cuộc xung đột này. Sự chia rẽ nội bộ này đã kéo theo sự suy giảm đáng kể vương quyền cả cả Cao Câu Ly trong những năm tiếp theo. Nhà vua mất vào tháng 3 âm lịch năm 545, sau 15 năm trị vì.